# كوري بوليو
كوري بوليو (بالإنجليزية: Corey Beaulieu)‏ هو عازف قيثارة أمريكي، ولد في 22 نوفمبر 1983 في برونزويك في الولايات المتحدة.

## وصلات خارجية
- الموقع الرسمي
- كوري بوليو على موقع ميوزك برينز (الإنجليزية)
- كوري بوليو على موقع ديسكوغز (الإنجليزية)